# ۵۲۵ (خورشیدی)
۵۲۵ پانصد و بیست و پنجمین سال هجری خورشیدی است.